# Рестелица
Ресте́лица (алб. Restelicë; серб. Рестелица / Restelica) — село в южном Косово. Согласно административно-территориальному делению частично признанной Республики Косово село относится к общине Драгаш Призренского округа; согласно административно-территориальному делению автономного края Косово и Метохия (в составе Сербии) село относится к общине Гора Призренского округа.

## Общие сведения
Численность населения по данным на 2011 год — 4698 человек (из них мужчин — 2 399, женщин — 2 229). Рестелица является самым крупным по числу жителей населённым пунктом как в общине Гора, так и в общине Драгаш.
Село Рестелица расположено в исторической области Гора, жители села — представители исламизированной южнославянской этнической группы горанцев (в переписи 2011 года 2739 человек указали своей национальностью горанскую, 1564 человека — боснийскую), кроме того, в селе живут албанцы (172 человека) и турки (55 человек). В качестве родного языка во время переписи жители села указали боснийский (1958 человек), сербский (100 человек), албанский (93 человека) и турецкий (30 человек), другой язык (помимо сербского, боснийского, албанского, турецкого и цыганского) указали 2506 человек; согласно переписи 4600 жителей (абсолютное большинство) — граждане Косова. Все жители села Рестелица — мусульмане.
Динамика численности населения в селе Рестелица с 1948 по 2011 годы:
| Численность населения | Численность населения | Численность населения | Численность населения | Численность населения | Численность населения | Численность населения |
| 1948                  | 1953                  | 1961                  | 1971                  | 1981                  | 1991                  | 2011                  |
| --------------------- | --------------------- | --------------------- | --------------------- | --------------------- | --------------------- | --------------------- |
| 1393                  | 1471                  | 1772                  | 2576                  | 3476                  | 4274                  | 4698                  |

Рестелица расположена в предгорьях Шар-Планины и является самым южным населённым пунктом области Гора и всего Косова (41°56′ с. ш.).
Через Рестелицу проходит автомобильная дорога, связывающая Косово и Македонию.
Численность населения Рестелицы увеличивается в летний период, в остальное время жители села уезжают в крупные города страны и за рубеж (в Италию, Австрию, Германию, Швейцарию) на сезонные работы.

## История

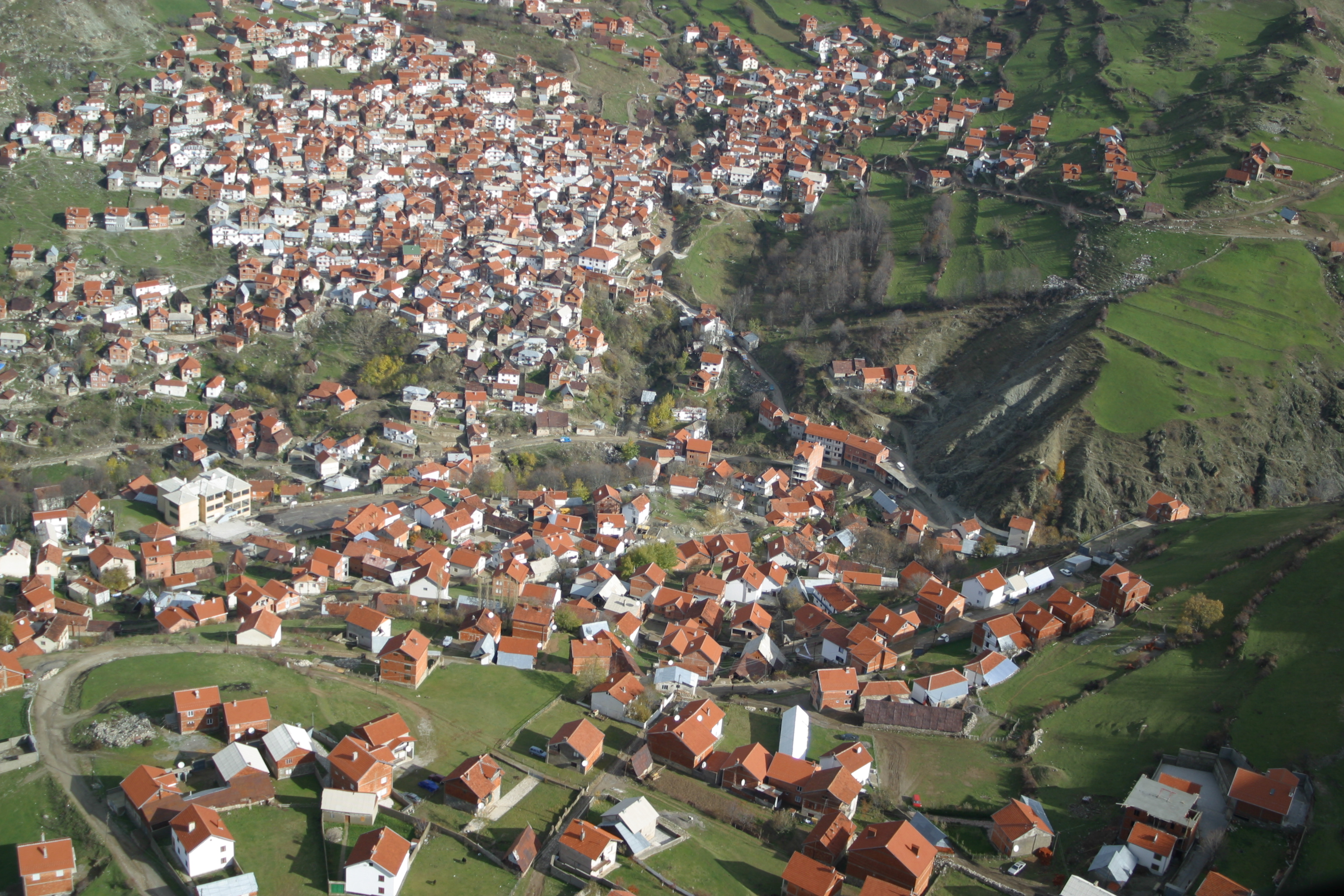
Село Рестелица

В 1914 году на территории Македонии проводил научные исследования российский лингвист А. М. Селищев. На изданной им в 1929 году этнической карте региона Полог населённый пункт Рестелица был указан как болгарское село.
В 1916 году во время экспедиции в Македонию и Поморавье село Рестелица посетил болгарский языковед С. Младенов, по его подсчётам в селе, которое он отнёс к болгароязычным, в то время было около 150 домов.
Албанское население в Рестелице появилось не так давно — в середине XX века — албанцы переселились в горанские деревни Рестелица и Крушево из соседней Албании. Рестелица является единственным селом в Горе, в котором обучение в школе ведётся не только на сербском или боснийском языках, но и на албанском (введено после 1999 года, число обучающихся на албанском в начале 2000-х годов составляло примерно 50 из 560 учеников).

## Традиции
Жители Рестелицы празднуют, как и остальные горанцы, Джурджевден (Юрьев день), сохранившийся с доисламских времён — в настоящее время этот праздник уже не имеет религиозного значения, он связывается прежде всего с наступлением лета.